# Meklohalon
Meklohalon (Nubaren, Kasfen) je GABAergik klase hinazolinona i analog je metahalona koji je prvi put napravljen 1960. godine i plasiran je na tržište uglavnom u Francuskoj i nekim drugim evropskim zemljama. On ima sedativna, hipnotička i anksiolitička svojstva uzrokovana njegovom agonističkom aktivnošću na β podtipu GABAa receptora i korišćen je za lečenje nesanice. Meklohalon deluje brže, ali kraće traje od metahalona, te je korišćen samo kao pilula za spavanje, za razliku od metahalona, koji je korišćen i kao anksiolitik opšte namene. Meklohalon nikada nije bio tako široko korišćen kao metahalon i više se ne propisuje usled zabrinutosti zbog njegovog potencijala za zloupotrebu i predoziranje. U Sjedinjenim Državama to je nenarkotička (depresivna) kontrolisana supstanca sa liste I sa ACSCN brojem 2572 i 30 g godišnje proizvodne kvote agregata.

## Osobine
Meklohalon je organsko jedinjenje, koje sadrži 15 atoma ugljenika i ima molekulsku masu od 270,714 .
| Osobina                  | Vrednost |
| ------------------------ | -------- |
| Broj akceptora vodonika  | 2        |
| Broj donora vodonika     | 0        |
| Broj rotacionih veza     | 1        |
| Particioni koeficijent ( | 3,3      |
| Rastvorljivost (logS, log(mol/L))       | -4,4     |
| Polarna površina (PSA, Å2)  | 32,7     |

## Literatura
- Hardman JG, Limbird LE, Gilman AG (2001). Goodman & Gilman's The Pharmacological Basis of Therapeutics (10. изд.). New York: McGraw-Hill. ISBN 0071354697. doi:10.1036/0071422803.
- Thomas L. Lemke; David A. Williams, ур. (2007). Foye's Principles of Medicinal Chemistry (6. изд.). Baltimore: Lippincott Willams & Wilkins. ISBN 0781768799.
- Anvisa (2023-07-24). „RDC Nº 804 - Listas de Substâncias Entorpecentes, Psicotrópicas, Precursoras e Outras sob Controle Especial” [Collegiate Board Resolution No. 804 - Lists of Narcotic, Psychotropic, Precursor, and Other Substances under Special Control] (на језику: португалски). Diário Oficial da União (објављено 2023-07-25). Архивирано из оригинала 2023-08-27. г. Приступљено 2023-08-27.